# جيم ستيوارت (لاعب كريكت)
جيم ستيوارت (31 أغسطس 1934 في المملكة المتحدة - ) (بالإنجليزية: Jim Stewart)‏ هو لاعب كريكت بريطاني.

## وصلات خارجية
- جيم ستيوارت على موقع إي آس بي آن كريك إنفو (الإنجليزية)